# Guientsing I
Guientsing I est une localité du Cameroun, située dans l'arrondissement (commune) d'Ombessa, le département du Mbam-et-Inoubou et la région du Centre.

## Population
En 1964, Guientsing I comptait 1 814 habitants, principalement des Yambassa. Lors du recensement de 2005, on y a dénombré 4 394 personnes.